# 5581 Mitsuko
Az 5581 Mitsuko (ideiglenes jelöléssel 1989 CY1) a Naprendszer kisbolygóövében található aszteroida. Masayuki Iwamoto,  Toshimasa Furuta fedezte fel 1989. február 10-én.